# Papež Dionizij
Sveti Dionizij, papež, Rimskokatoliške cerkve, * okoli 200 n. št. verjetno Grčija, (Rimsko cesarstvo); † 26. december 268, Rim (Italija, Rimsko cesarstvo). V Rimskokatoliški cerkvi god 26. december. 

## Življenjepis
Najverjetneje je bil Dionizij rojen v Grčiji in torej Grk po rodu, meniškega stanu. Čeprav njegovo grško ime izhaja od imena grškega boga vina in razuzdanosti Dioniza (Dionysios), ga je ohranil tudi kot papež.
Zaradi Valerijanovega preganjanja je trajalo skoraj leto dni, preden so v Rimu spet lahko izvolili novega škofa v osebi prezbiterja Dionizija. Še kot prezbiterju mu je pisal v Rim v zvezi s prekrščevanjem heretikov aleksandrijski škof, soimenjak Dionizij, svoje četrto pismo. 

### Valerijanov žalostni konec
Krščanska kri je tekla v potokih skoraj po celem ozemlju rimskega cesarstva, dokler ni Valerijan, po izdajstvu istega Makrina (Makrinus), ki ga je hujskal zoper kristjane, padel v ujetništvo perzijskega kralja Šapurja
O nesrečnem koncu Valerijana in njegovih naslednikov podrobno piše don Bosko v svoji Cerkveni zgodovini takole:

Vprašanje:  Kakšna je bila Valerijanova smrt?
Odgovor:  Ta vladar, ki je mislil doseči sijajno zmago z uničevanjem krščanstva, je sam sebe upropastil prek zmage istega Boga, ki ga častijo kristjani kot očeta in varuha. V neki bitki zoper perzijskega kralja Šapurja je padel v sovražnikove roke. Oni ga je okoval v verige; pustil mu je cesarsko okrasje, da bi ga tem huje poniževal. Kadar je hotel zajahati konja, ga je prisilil, da je legel pred njim na tla; njegov vrat mu je rabil kot pručka. Na koncu je ukazal, da ga oderejo živega, njegovo telo nasolijo, njegovo kožo škrlatno-rdeče pobarvajo kot večni in sramotni spomin na tega preganjalca krščanskega imena. Zdi se celo, da ta vladar ni priklical božjega prekletstva le nase, ampak tudi na celo svojo rodovino. Že njegovega sina, ki ga je on imenoval za vladarja, je premagala in umorila ilirska vojska. Njegov naslednik Galijen je sicer umrl naravne smrti; vendar so zarotniki strmoglavili Galijenovega brata in sina, ki sta bila zadnja potomca Valerijanove rodovine, z visokega Kapitola; tako so popolnoma zatrli njegovo rodovino.

### Mir pod Galijenom
Pod njegovim naslednikom Galijenom pa so kristjani uživali svobodo, kot piše Evzebij iz Cezareje: 
Ko je preganjanje kristjanov doseglo vrhunec, so Valerijana barbari odvedli v sužnost; njegov sin Galijen je postal edini vladar; vladal pa je mnogo pametneje kot njegov oče. On je takoj zaustavil preganjanje kristjanov z javnimi razglasi in določil škofom, naj v svobodi opravljajo svoje običajne dolžnosti v posebnem odloku:
”Cesar  Caesar Publius Licinius Gallienus, Pius, Felix, Augustus Dioniziju, Pinnu, Demetriju in drugim škofom. Zapovedal sem, naj bo moje velikodušno darilo razglašeno po celem svetu, da smejo opravljati versko bogoslužje na svojih krajih. V ta namen lahko uporabljajo kopijo mojega odloka, da vas ne more nihče več preganjati. Tega, česar po zakonu sicer ne bi mogli opravljati, sem za naprej dovolil jaz. Nadalje bo Avrelij Cirenij, ki je upravnik poslov, nadzoroval izvrševanje mojih določb, ki sem vam jih dal.
Jaz sem izdal ta prevod v latinščini, da ga lažje berejo in razumejo vsi državljani. Druga določba tega dekreta je naslovljena na druge škofe: dovoljuje jim, da zopet prevzamejo v last tako imenovana pokopališča.”

## Nauk oSveti Trojici
Papež Dionizij se je spopadel z zmoto subordinacianizma; nekateri pisatelji so namreč zagovarjali podrejenost (subordinacijo) Sina Očetu. Prava besedna bitka se je o tem razvnela med že omenjenim aleksandrijskim škofom Dionizijem in Sabelijem. Ker takrat pojmi še niso bili razčiščeni, sta oba zašla v zmoto in ju je papež Dionizij moral na to opozoriti. Njegov soimenjak je smernice sprejel, Sabelij pa je ostal zakrknjen in se je zmota zadržala še tja do 5. stoletja. 
Papež Dionizij je 262 sklical v Rimu sinodo (cerkveni zbor), ki je razpravljala predvsem o odnosih v Sveti Trojici. 
Takrat se je v teologiji prvič pojavil grški izraz »homoousios«: Sin je »enega bistva« z Očetom. 

### Dionizij RimskiDioniziju Aleksandrijskemu
Origenov učenec Dionizij Veliki, sredi tretjega stoletja škof v Aleksandriji, se je bojeval zoper herezijo sabelianizma, ki je zaradi poudarjene vere v enega Boga tajil troosebnost in trdil, da obstoji le trojni način javljanja enega Boga. V sporu s to herezijo je Dionizij tako poudarjal razlike med božjimi osebami, da so mu začeli očitati troboštvo. Za odločitev so aleksandrijski verniki prosili  papeža Dionizija. On je napisal za zgodovino papeškega primata izredno pomembno pismo po že omenjeni sinodi 262. V njem je zavrnil Sabelijevo razlikovanje treh božjih oseb, obenem pa tudi troboštvo. Poudaril pa je zlasti Kristusovo božanstvo.

Primerno pa je, da spregovorimo tudi proti tistim, ki božjo enoto, ta najvzvišenejši nauk božje Cerkve, delijo v nekakšne tri moči, ločena bistva in tri božanstva, trgajo to enoto in jo razbijajo. Slišal sem namreč, da pri vas nekateri oznanjevalci in učitelji božje besede zagovarjajo to mnenje. Ti stoje tako rekoč na čisto drugem krilu nasproti Sabelijevemu mnenju. Kajti ta bogokletno govori, ko pravi: Sin je Oče in narobe. Oni pa oznanjajo v nekem pomenu tri bogove, ko sveto enoto delijo v tri različne, med seboj popolnoma ločene samobitnosti. Nujno je namreč, da je božja Beseda združena z Bogom vesolja in da tudi Sveti Duh ostane in prebiva v Enem, to je v vsemogočnem Bogu vseh stvari, kakor v nekakšnem vrhuncu. Kajti nauk nespametnega Markiona, ki (božjo) monarhijo trga in razkraja v tri počela, je hudičev nauk, ne pa nauk pravih Kristusovih učencev in tistih, ki imajo veselje nad Zveličarjevim učenjem. Ti namreč dobro vedo, da sveto pismo sicer oznanja Trojico, da pa niti stara niti nova zaveza ne oznanja treh bogov.
Pismo nadalje razlaga neustvarjenost in večnost Besede (Logosa, Boga Sina):
Ne smemo torej čudovite in božje enote razcepljati v tri božanstva, pa tudi ne Gospodovega dostojanstva in njegove vse presegajoče veličine zmanjševati z besedo »stvar«. Verovati moramo marveč v Boga, vsemogočnega Očeta, in v Jezusa Kristusa, njegovega Sina, in v Svetega Duha. Treba je dalje verovati, da je Beseda (Logos) združena z Bogom vesoljstva. Kajti Beseda  pravi: »Jaz in Oče sva eno« (Jan 10,30), in: »Jaz sem v Očetu in Oče v meni« (Jan 14,10). Na ta način se ohrani tako božja Trojica kakor tudi nauk o božji enoti (božji monarhiji).

### Dela
- V odgovoru na zmoto subordinacianizma glede na odnose v Sveti Trojici je papež Dionizij napisal knjigo Ανατροπή (Anatropé - Preobrnjen). V njej je s tako jasno logiko in poznavanjem stvari podal pravilen nauk, da je to postala osnova za razprave na nicejskem koncilu leta 325 in še naprej v prihodnosti. Napisal je tudi več pisem, ki so jih prebirali med mašo kot tista apostola Pavla.[4]
- Dionizij je vse svoje moči posvetil reorganizaciji Cerkve, ki jo je preganjanje močno prizadelo; Rim je razdelil na župnije.[12]

## Smrt in češčenje
Zadnje leto Dionizijevega papeževanja je začel novi cesar Klavdij zopet preganjati kristjane. 
Dionizij je vendarle umrl naravne smrti 26. decembra  268. Pokopali so ga v Kalistovih katakombah v papeški grobnici. Dionizij je prvi papež, ki ni bil mučenec, a so ga vendar prvi kristjani začeli častiti kot svetnika. 

### Ocena
- Nekateri menijo, da je umrl 26. decembra 267.
- Dionizij je prvi papež, ki je umrl v miru in gotovo ni bil mučenec.
- Zgodovinar Evzebij poroča, da je bil papež Dionizij izredno izobražen mož.[12]